# Lalling
Lalling – miejscowość i gmina w Niemczech, w kraju związkowym Bawaria, w rejencji Dolna Bawaria, w regionie Donau-Wald, w powiecie Deggendorf, siedziba wspólnoty administracyjnej Lalling. Leży około 12 km na wschód od Deggendorfu.

## Demografia
| Rok  | Liczba mieszk. |
| ---- | -------------- |
| 1970 | 1 205          |
| 1987 | 1 393          |
| 2000 | 1 623          |
| 2005 | 1 601          |
| 2008 | 1 617          |

### Struktura wiekowa
Dane o ludności z 31 grudnia 2008:
| Opis                                | Ogółem | Ogółem | Kobiety | Kobiety | Mężczyźni | Mężczyźni |
| ----------------------------------- | ------ | ------ | ------- | ------- | --------- | --------- |
| Jednostka                           | osób   | %      | osób    | %       | osób      | %         |
| Populacja                           | 1617   | 100    | 801     | 49,54   | 816       | 50,46     |
| Wiek przedprodukcyjny (0–17 lat)    | 327    | 20,22  | 159     | 9,83    | 168       | 10,39     |
| Wiek produkcyjny (18–65 lat)        | 1025   | 63,39  | 498     | 30,8    | 527       | 32,59     |
| Wiek poprodukcyjny (powyżej 65 lat) | 265    | 16,39  | 144     | 8,91    | 121       | 7,48      |

## Polityka
Wójtem gminy jest Josef Streicher, rada gminy składa się z 12 osób.
|      | CSU | SPD/UB | FWG | JL | Razem |
| 2008 | 5   | 4      | 2   | 1  | 12    |
| 2002 | 5   | 5      | 2   | -  | 12    |